# Mircea Bradu
Mircea Bradu (n. 14 ianuarie 1937, Lăzăreni, județul Bihor – d. 22 iunie 2021) a fost un scriitor român contemporan, jurnalist, director de teatru.
Dramaturg cunoscut prin piese de inspirație istorică: Vlad Țepes în Ianuarie, Noapte albă, Hotărârea și altele.
În 2007 a lansat romanul Dracula Land, Dracula Parc, tradus în limbile engleză, maghiară și germană.
A fost laureat al premiilor Uniunii Scriitorilor din România și ale Consiliului Culturii din România.
A fost redactor fondator al revistei Familia seria a V-a în 1965, unde lucrează până în 1977, când devine director al Teatrului de stat din Oradea.
A fost primul primar al Oradei, ales liber după revoluție.
Este membru fondator al Partidului Democrat și consilier municipal.
În anul 1992 a înființat rețeaua Radio Transilvania, iar în anul 2002 a înființat Editura Arca.

## Biografie
Mircea Bradu s-a născut la data de 14 ianuarie 1937 în Lăzăreni, județul Bihor, unde părinții săi erau învățători. Este fiul reputatului folclorist și publicist Ion Bradu.
La absolvirea Colegiului Național „Emanuil Gojdu” din Oradea (1954) se înscrie la Facultatea de filologie a Universității de Stat București, la Secția de Literatură și Critică Literară pe care o termină în 1959 când revine la Oradea unde este angajat inspector la Comitetului Județean pentru Cultură. În 1965 face parte din grupul de scriitori condus de poetul Alexandru Andrițoiu care reînvie revista de cultură „Familia”, seria a V-a, părăsind redacția doar în anul 1977 când devine director al Teatrului de Stat din Oradea. În 1992, în calitate de director general,  înființează „Radio Transilvania”, rețea care în scurtă vreme se extinde la 15 posturi de emisiune. Conduce această rețea până în anul 2009 când preia Direcția Județeană pentru Cultură, Culte și Patrimoniu Național.
Este membru al Uniunii Scriitorilor și al Uniunii Ziariștilor din România.

## Opera
Înainte  de a deveni un scriitor consacrat, Mircea Bradu s-a remarcat încă de pe băncile liceului în poezie, proză și  jurnalistică, prin reportaje, eseuri, interviuri și anchete, atât în ziarele locale și în cele cu răspândire națională. Debutul în dramaturgie poate fi marcat în 1970 prin apariția în revista clujeană „Tribuna” a piesei „Turnul sinucigașilor”.